# Torre Mayor
La Torre Mayor est un gratte-ciel de Mexico. Avec son dernier étage culminant à 225 m et ses 55 étages, elle est en 2015 le plus haut gratte-ciel du Mexique, bien que d'autres tours plus hautes la dépasseront d'ici peu. Développée par l'homme d'affaires canadien Paul Reichmann, elle est possédée par lui et un groupe d'investisseur.
Située au numéro 505 du Paseo de la Reforma, elle fut construite par la société canadienne Reichmann International sur l'ancienne place qu'occupait le Cine Chapultepec. Le travail de construction commença en 1999 et s'acheva fin 2003. En raison du risque élevé de tremblements de terre à Mexico, la tour incorpore plusieurs dispositifs anti-sismiques.
L'architecte est l'agence canadienne Zeidler Partnership fondée par l'architecte Eberhard Zeidler.